# Damir Džumhur
Damir Džumhur (Sarajevo, 20 mei 1992) is een Bosnisch tennisspeler. Hij heeft twee ATP-toernooien gewonnen en deed mee aan alle grandslamtoernooien. Hij heeft ook zeven challengers in het enkelspel op zijn naam staan. Džumhur is de eerste Bosniër ooit die zich plaatste voor een grand slam.

## Palmares
| Legenda                       | Legenda               |
| ----------------------------- | --------------------- |
| Grand Slam                    |                       |
| Olympische Spelen             |                       |
| tot 2009                      | vanaf 2009            |
| Tennis Masters Cup            | ATP Finals            |
| ATP Masters Series            | ATP Tour Masters 1000 |
| ATP International Series Gold | ATP Tour 500          |
| ATP International Series      | ATP Tour 250          |

### Enkelspel
| Nr.                  | Datum             | Toernooi            | Ondergrond    | Tegenstander in finale  | Score         | Details |
| -------------------- | ----------------- | ------------------- | ------------- | ----------------------- | ------------- | ------- |
| Gewonnen finales     |                   |                     |               |                         |               |         |
| 1.                   | 24 september 2017 | ATP Sint-Petersburg | Hardcourt (i) | Fabio Fognini           | 3-6, 6-4, 6-2 | Details |
| 2.                   | 22 oktober 2017   | ATP Moskou          | Hardcourt (i) | Ričardas Berankis       | 6-2, 1-6, 6-4 | Details |
| 3.                   | 30 juni 2018      | ATP Antalya         | Gras          | Adrian Mannarino        | 6-1, 1-6, 6-1 | Details |
| Verloren finales     |                   |                     |               |                         |               |         |
| 1.                   | 26 augustus 2017  | ATP Winston-Salem   | Hardcourt     | Roberto Bautista Agut   | 4-6, 4-6      | Details |
| Gewonnen challengers |                   |                     |               |                         |               |         |
| 1.                   | 13 maart 2014     | Mersin              | Gravel        | Pere Riba               | 7-6(4), 6-3   |         |
| 2.                   | 8 juni 2014       | Arad                | Gravel        | Pere Riba               | 6-4, 7-6(3)   |         |
| 3.                   | 13 juli 2014      | San Benedetto       | Gravel        | Andreas Haider-Maurer   | 6-3, 6-3      |         |
| 4.                   | 15 februari 2015  | Santo Domingo       | Gravel        | Renzo Olivo             | 7-5, 3-1, r   |         |
| 5.                   | 13 september 2015 | Alphen aan den Rijn | Gravel        | Igor Sijsling           | 6-1, 2-6, 6-1 |         |
| 6.                   | 17 oktober 2015   | Casablanca          | Gravel        | Daniel Munoz de la Nava | 3-6, 6-3, 6-2 |         |
| 7.                   | 25 juni 2017      | Blois               | Gravel        | Calvin Hemery           | 6-1, 6-3      |         |

### Dubbelspel
| Nr.                          | Datum           | Toernooi   | Ondergrond    | Partner        | Tegenstanders in finale   | Score    | Details |
| ---------------------------- | --------------- | ---------- | ------------- | -------------- | ------------------------- | -------- | ------- |
| Verloren finales herendubbel |                 |            |               |                |                           |          |         |
| 1.                           | 22 oktober 2017 | ATP Moskou | Hardcourt (i) | Antonio Šančić | Maks Mirni Philipp Oswald | 5-7, 3-6 | Details |

## Resultaten grote toernooien
| Legenda | Legenda                          |
| ------- | -------------------------------- |
| g.t.    | geen toernooi gehouden           |
| l.c.    | lagere categorie                 |
| –       | niet deelgenomen                 |
| G       | uitgeschakeld in de groepsfase   |
| 1R      | uitgeschakeld in de eerste ronde |
| 2R      | uitgeschakeld in de tweede ronde |
| 3R      | uitgeschakeld in de derde ronde  |
| 4R      | uitgeschakeld in de vierde ronde |
| KF      | uitgeschakeld in de kwartfinale  |
| HF      | uitgeschakeld in de halve finale |
| F       | de finale verloren               |
| W       | het toernooi gewonnen            |
| w-v     | winst/verlies-balans             |

### Enkelspel
| toernooi             | 2014 | 2015 | 2016 | 2017 | 2018 | 2019 | 2020 | 2021 |
| -------------------- | ---- | ---- | ---- | ---- | ---- | ---- | ---- | ---- |
| grandslamtoernooien  |      |      |      |      |      |      |      |      |
| Australian Open      | 3R   | –    | 2R   | 1R   | 3R   | 1R   | 1R   | 1R   |
| Roland Garros        | 1R   | 3R   | 1R   | 1R   | 3R   | 1R   | –    |      |
| Wimbledon            | –    | 1R   | 2R   | 2R   | 2R   | 1R   | g.t. |      |
| US Open              | 1R   | 1R   | 2R   | 3R   | 1R   | 2R   | 1R   |      |
| ATP Masters 1000     |      |      |      |      |      |      |      |      |
| Indian Wells         | –    | –    | 1R   | 2R   | 2R   | 1R   | g.t. |      |
| Miami                | –    | 1R   | 4R   | 2R   | 2R   | 2R   | g.t. | 2R   |
| Monte Carlo          | –    | –    | 3R   | 1R   | 1R   | 1R   | g.t. |      |
| Madrid               | –    | –    | –    | –    | 2R   | –    | g.t. |      |
| Rome                 | –    | –    | 1R   | –    | 2R   | –    | –    |      |
| Montreal/Toronto     | –    | –    | –    | –    | 1R   | –    | g.t. |      |
| Cincinnati           | –    | –    | –    | –    | 1R   | –    | –    |      |
| Shanghai             | –    | –    | –    | –    | 1R   | –    | g.t. |      |
| Parijs               | –    | –    | –    | –    | 3R   | 1R   | –    |      |
| olympisch            |      |      |      |      |      |      |      |      |
| Olympische Spelen    | g.t. | g.t. | –    | g.t. | g.t. | g.t. | g.t. |      |
| statistieken         |      |      |      |      |      |      |      |      |
| totaal aantal titels | 0    | 0    | 0    | 2    | 1    | 0    | 0    | 0    |
| eindejaarsranking    | 109  | 82   | 77   | 30   | 47   | 93   | 119  |      |

### Dubbelspel
| grandslamtoernooien  |      |     |      |      |      |      |   |
| Australian Open      | –    | –   | –    | 1R   | 1R   | –    | – |
| Roland Garros        | –    | –   | –    | 2R   | 1R   | –    |   |
| Wimbledon            | 1R   | –   | –    | 1R   | 1R   | g.t. |   |
| US Open              | –    | –   | 1R   | 1R   | –    | –    |   |
| ATP Masters 1000     |      |     |      |      |      |      |   |
| Indian Wells         | –    | –   | –    | 1R   | –    | g.t. |   |
| Miami                | –    | –   | –    | 1R   | –    | g.t. | – |
| Monte Carlo          | –    | –   | –    | 1R   | –    | g.t. |   |
| Madrid               | –    | –   | –    | 2R   | –    | g.t. |   |
| Rome                 | –    | –   | –    | –    | –    | –    |   |
| Montreal/Toronto     | –    | –   | –    | 1R   | –    | g.t. |   |
| Cincinnati           | –    | –   | –    | 1R   | –    | –    |   |
| Shanghai             | –    | –   | –    | –    | –    | g.t. |   |
| Parijs               | –    | –   | –    | –    | –    | –    |   |
| olympisch            |      |     |      |      |      |      |   |
| Olympische Spelen    | g.t. | –   | g.t. | g.t. | g.t. | g.t. |   |
| statistieken         |      |     |      |      |      |      |   |
| totaal aantal titels | 0    | 0   | 0    | 0    | 0    | 0    | 0 |
| eindejaarsranking    | 330  | 380 | 368  | 148  | 718  | —    |   |

## Trivia
- In september 2016 werd hij benoemd tot ambassadeur van het War Childhood Museum te Sarajevo.[1]